# Rjazan

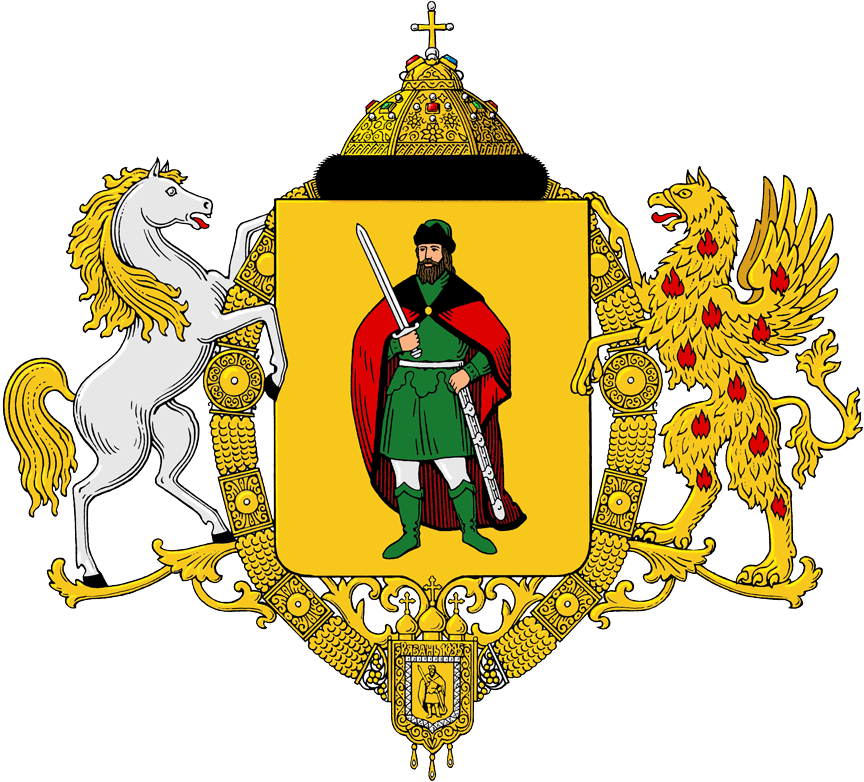
Stadens vapen.

Rjazan (ryska: Рязань) är en stad i Ryssland och är belägen vid floden Oka cirka 200 km sydost om Moskva. Den har lite mer än en halv miljon invånare och är den administrativa huvudorten för Rjazan oblast. Näringslivet präglas av jordbruksindustri. Rjazan är stationeringsort för de Ryska luftanfallsstyrkornas militärhögskola.
År 1237 under Mongolernas invasion av Europa attackerades och besegrades Rjazan av de mongoliska styrkorna under ledning av Batu och Tsubotai. Rjazan led mycket stora skador av attacken.

## Administrativ indelning
Rjazan är indelat i fyra stadsdistrikt. 
| Stadsdistrikt     | Invånarantal 9 oktober 2002 | Invånarantal 14 oktober 2010 | Invånarantal 1 januari 2015 |
| ----------------- | --------------------------- | ---------------------------- | --------------------------- |
| Moskovskij        | 174 369                     | 178 226                      | 177 991                     |
| Oktiabrskij       | 134 824                     | 133 907                      | 137 485                     |
| Sovetskij         | 72 031                      | 73 056                       | 76 354                      |
| Zjeleznodorozjnyj | 140 336                     | 139 738                      | 140 942                     |
| TOTALT            | 521 560                     | 524 927                      | 532 772                     |

Orten Solottja (invånarantal 2 544 år 2002) var tidigare en separat administrativ enhet som administrerades av Rjazan, men är numera sammanslagen med centrala Rjazan.